# Anna z Lichtenštejna
Anna Marie z Liechtensteinu, provd. Lobkowiczová, zjednodušeným pravopisem Anna Marie z Lichtenštejna (německy Anna Maria von und zu Liechtenstein, 26. února 1846 Vídeň – 22. dubna 1924 Praha) byla knížecí princezna z Lichtenštejna, dcera panujícího lichtenštejnského knížete Aloise II. a jeho manželky Františky Kinské z Vchynic a Tetova. Byla vdaná za knížete Jiřího Kristiána z Lobkowicz.

## Život a rodina
Narodila se 26. února 1846 ve Vídni jako Anna Marie Pia Františka de Paula Leandra z a na Lichtenštejnu, jako osmý potomek a sedmá dcera lichtenštejnského knížete Aloise II. a jeho české manželky Františky Kinské z Vchynic a Tetova.
Anna Marie měla starší sourozence Marii, Karolínu, Žofii, Aloisii, Idu a Františku a bratra Jana. Později přibyli ještě nejmladší bratr František a sestra Tereza.
Byla dámou Řádu hvězdového kříže (od roku 1880), palácovou dámou a v roce 1898 byla oceněna velkokřížem Řádu Alžběty.
Ve věku 18 let se Anna zasnoubila s 29letým knížetem Jiřím Kristiánem z Lobkowicz. Svatba se konala ve Vídni 22. května 1864. Manželům se narodilo dvanáct dětí:
- 1. Anna Berta (1865–1917) – vdaná za hraběte Františka Eszterházyho z Galanty, měla pět dětí;
- 2. Marie Františka (1866–1918) – jeptiška v klášteře benediktinek(?) v Praze;
- 3. Marie Terezie (1867–1945) – vdaná za hraběte Jana Jakuba von Eltz, měla sedm dětí;
- 4. Marie Sidonie (1869–1941) – vdaná za knížete Maxmiliána z Waldburgu, měla deset dětí;
- 5. Jiří August (1870–1890) – zemřel v 19 letech, neměl potomky;
- 6. Marie Henrieta (1872–1939) – neprovdaná, bezdětná;
- 7. Marie Polyxena (1874–1951) – jeptiška v Chotěšově;
- 8. Alois Jan (1875–1877) – zemřel v roce a půl;
- 9. Marie Tereza (1876–1958) – vdaná za hraběte Alfreda von Brühl;
- 10. Rosa Marie Imakuláta (1879–1957) – vdaná za hraběte Jana z Nostic-Rýnku, měla sedm dětí;
- 11. Bedřich (Fridrich) (1881–1923) – kníže z Lobkovic, ženatý s hraběnkou Josefinou z Thun-Hohenštejna, měl syna a dceru;
- 12. Jan Adolf (1885–1952) – ženatý s hraběnkou Marií Annou Černínovou z Chudenic, měl pět dětí.

Její manžel Jiří Kristián byl politik, působil jako starosta, poslanec Českého zemského sněmu, Nejvyšší maršálek Českého království. V létě 1907 se zúčastnili oslav zlaté svatba Anniny sestry Idy s knížetem Adolfem Josefem ze Schwarzenbergu.
Jiří Kristián zemřel v Praze dva dny před Štedrým dnem roku 1908. Anna svého manžela přežila 16 let. Zemřela taktéž v Praze 22. dubna 1924.

## Majetek

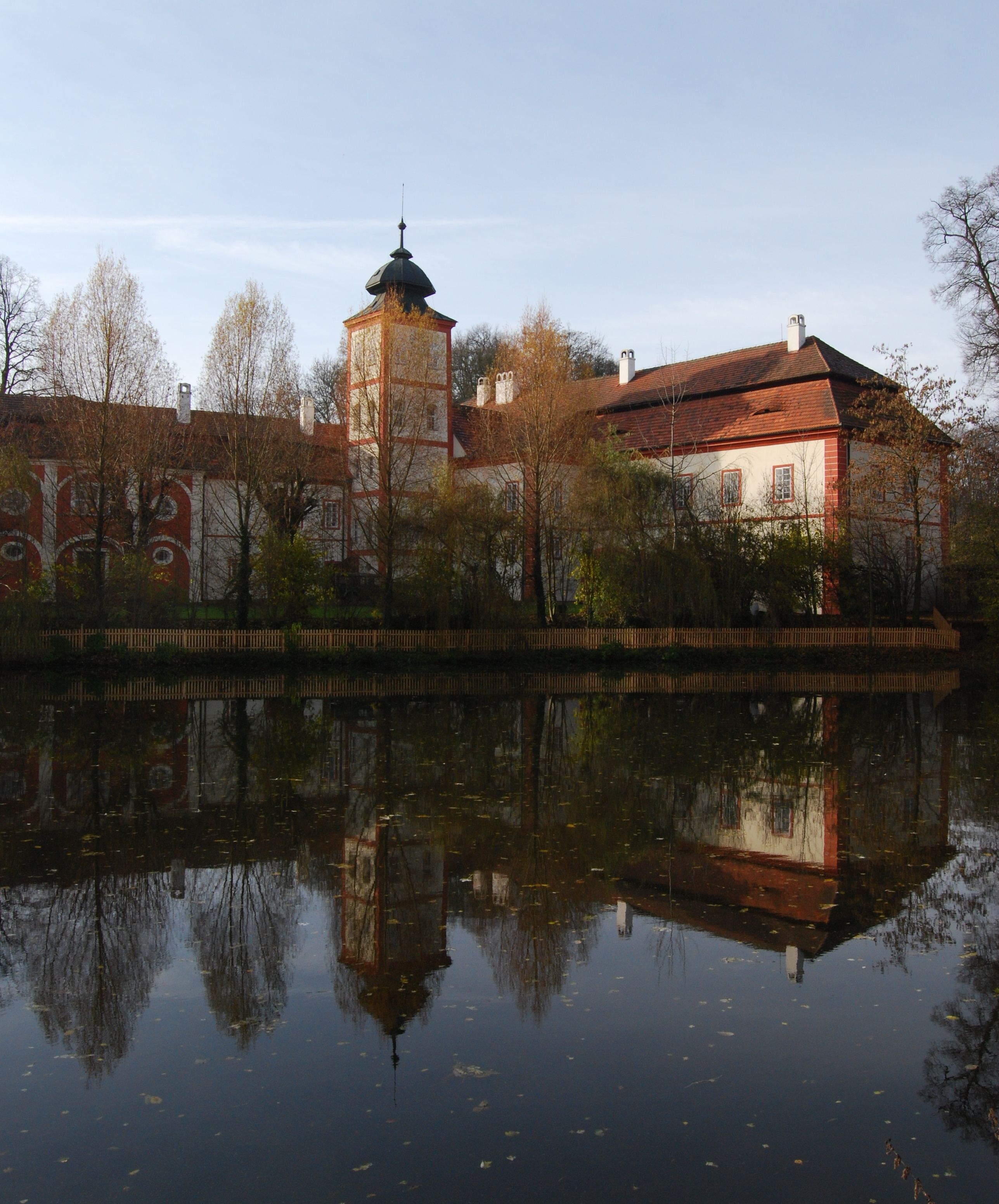
Zámek v Drahenicích

V roce 1870 koupila od hrabat Hartmanů z Klarsteina velkostatek Drahenice na Příbramsku. Velkostatek zaujímal plochu 2165,74 hektarů (830,88 ha zemědělská půda, 210,53 ha louky, 949,95 ha lesy a 95,57 ha rybníky). Součástí byly zámek Drahenice s parkem, majorátní dvory Drahenice (150,50 ha), Draheničky a Ostrov (celkem 291,76 ha), Uzeníček, Hušovice a Malkov (367,14 ha), Dvořetice, Chrást a Svudčice (256,08 ha). V roce 1891 se na velkostatku nacházel pivní dům, mlýn a cihelna v Drahenicích a mlýn v Hošovicích. V roce 1900 se uváděl už jen pivovarský dům a cihelna v Drahenicích.
Velkostatek zdědil nejmladší syn Jan Adolf. Dotkla se ho však prvorepubliková pozemková reforma. Zabráno bylo 2165,5 hektarů, naopak ze záboru bylo propuštěno 1363,5 ha. Janu Adolfovi zůstaly 188,27 ha zemědělské půdy, 67,4 ha luk, 20,22 ha zahrad, 95,83 ha rybníků a 962,7 ha lesů. Součástí statku byly dvory Drahenice (108 ha), Draheničky (100 ha) a Hostišovice (51 ha), všechny tři Lobkowicz provozoval ve vlastní režii.

## Vývod z předků
|  |                                            |  |  |  |  |  |  |  |  |  |  |  |  |
|  | 8. František Josef I. z Lichtenštejna      |  |  |  |  |  |  |  |  |  |  |  |  |
|  |                                            |  |  |  |  |  |  |  |  |  |  |  |  |
|  |                                            |  |  |  |  |  |  |  |  |  |  |  |  |
|  | 4. Jan I. z Lichtenštejna                  |  |  |  |  |  |  |  |  |  |  |  |  |
|  |                                            |  |  |  |  |  |  |  |  |  |  |  |  |
|  |                                            |  |  |  |  |  |  |  |  |  |  |  |  |
|  | 9. Marie Leopoldina ze Šternberka          |  |  |  |  |  |  |  |  |  |  |  |  |
|  |                                            |  |  |  |  |  |  |  |  |  |  |  |  |
|  |                                            |  |  |  |  |  |  |  |  |  |  |  |  |
|  | 2. Alois II. z Lichtenštejna               |  |  |  |  |  |  |  |  |  |  |  |  |
|  |                                            |  |  |  |  |  |  |  |  |  |  |  |  |
|  |                                            |  |  |  |  |  |  |  |  |  |  |  |  |
|  | 10. Jáchym Egon z Fürstenbergu-Weitry      |  |  |  |  |  |  |  |  |  |  |  |  |
|  |                                            |  |  |  |  |  |  |  |  |  |  |  |  |
|  |                                            |  |  |  |  |  |  |  |  |  |  |  |  |
|  | 5. Marie Josefa z Fürstenbergu-Weitry      |  |  |  |  |  |  |  |  |  |  |  |  |
|  |                                            |  |  |  |  |  |  |  |  |  |  |  |  |
|  |                                            |  |  |  |  |  |  |  |  |  |  |  |  |
|  | 11. Žofie Terezie z Oettingen-Wallersteinu |  |  |  |  |  |  |  |  |  |  |  |  |
|  |                                            |  |  |  |  |  |  |  |  |  |  |  |  |
|  |                                            |  |  |  |  |  |  |  |  |  |  |  |  |
|  | 1. Anna Marie Eleonora                     |  |  |  |  |  |  |  |  |  |  |  |  |
|  |                                            |  |  |  |  |  |  |  |  |  |  |  |  |
|  |                                            |  |  |  |  |  |  |  |  |  |  |  |  |
|  | 12. Josef Kinský z Vchynic a Tetova        |  |  |  |  |  |  |  |  |  |  |  |  |
|  |                                            |  |  |  |  |  |  |  |  |  |  |  |  |
|  |                                            |  |  |  |  |  |  |  |  |  |  |  |  |
|  | 6. František Kinský z Vchynic a Tetova     |  |  |  |  |  |  |  |  |  |  |  |  |
|  |                                            |  |  |  |  |  |  |  |  |  |  |  |  |
|  |                                            |  |  |  |  |  |  |  |  |  |  |  |  |
|  | 13. Rosa z Harrachu-Rohrau a Tanhausenu    |  |  |  |  |  |  |  |  |  |  |  |  |
|  |                                            |  |  |  |  |  |  |  |  |  |  |  |  |
|  |                                            |  |  |  |  |  |  |  |  |  |  |  |  |
|  | 3. Františka Kinská z Vchynic a Tetova     |  |  |  |  |  |  |  |  |  |  |  |  |
|  |                                            |  |  |  |  |  |  |  |  |  |  |  |  |
|  |                                            |  |  |  |  |  |  |  |  |  |  |  |  |
|  | 14. Rudolf Bruntálský z Vrbna              |  |  |  |  |  |  |  |  |  |  |  |  |
|  |                                            |  |  |  |  |  |  |  |  |  |  |  |  |
|  |                                            |  |  |  |  |  |  |  |  |  |  |  |  |
|  | 7. Tereza Bruntálská z Vrbna               |  |  |  |  |  |  |  |  |  |  |  |  |
|  |                                            |  |  |  |  |  |  |  |  |  |  |  |  |
|  |                                            |  |  |  |  |  |  |  |  |  |  |  |  |
|  | 15. Marie Terezie z Kounic-Rietbergu       |  |  |  |  |  |  |  |  |  |  |  |  |
|  |                                            |  |  |  |  |  |  |  |  |  |  |  |  |
|  |                                            |  |  |  |  |  |  |  |  |  |  |  |  |